# Andrzej Bieniasz (aktor)
Andrzej Józef Bieniasz (ur. 14 listopada 1948 w Warszawie, zm. 28 września 2007 w Radomiu) – polski aktor.

## Życiorys
Absolwent Wydziału Aktorskiego PWSFTiT w Łodzi.
Pracował w teatrach w Tarnowie, Grudziądzu, Ateneum i Polskim w Warszawie oraz Polskim w Poznaniu.
W Warszawie na początku lat 80. był jednym z założycieli teatralnej „Solidarności”. Za działalność związkową ukarany został zakazem pracy w teatrach. Z tego powodu jeździł po Polsce, grywając w bajkach dla dzieci. Jedynym, który mimo zakazu, odważył się jego zatrudnić w przygotowywanym podówczas „Weselu” Wyspiańskiego (w roli Dziennikarza), był dyrektor radomskiego Teatru Powszechnego, Zygmunt Wojdan.
Przez wiele lat był aktorem Teatru Powszechnego, a krótko przed śmiercią pełnił także obowiązki dyrektora do spraw artystycznych.
Jego aktorstwo cechowała wszechstronność i wypracowany warsztat. Dlatego świetnie się sprawdzał zarówno w rolach skomplikowanych psychologicznie, jak i w repertuarze musicalowym, farsowym czy w kabarecie.
Do jego najbardziej cenionych ról zaliczyć można m.in. Staszka Szelę w „Turoniu” Stefana Żeromskiego (1972 r.), Snibsona w musicalu „Me and My Girl” (1989 r.), Hitlera w „Mein Kampf” (1991 r.) czy Glocestera w „Królu Learze” (2000 r.),
Występował także w filmach: „Gry uliczne”, „Śmierć Johna L.”, „Rycerze i rabusie”, „Miś”, „Mazepa”, „Chłopiec”, „Czerwone i czarne kamienie”, „Pejzaż z bohaterem”. Grał także w serialu telewizyjnym „Sąsiedzi” (pan Kazio).
Był też współzałożycielem Związku Zawodowego Aktorów Polskich. W 1995 r. występował w Polskim Ośrodku Społeczno-Kulturalnym, emigracyjnym teatrze ZASP-u w Londynie. W wolnych chwilach pisał też fraszki i limeryki.
27 marca 2009 roku, jego imieniem została nazwana Scena Kameralna Teatru Powszechnego w Radomiu.

## Wybrana filmografia
- 2004: Sąsiedzi jako pan Kazio (odc. 30 Magia kina)
- 1986: Tulipan jako lekarz badający „Tulipana” (odc. 3)
- 1976: Czerwone i czarne kamienie jako Matyjasz
- 1975: Mazepa jako sługa króla
- 1980: Miś jako milicjant